# Latarnia morska Orfordness
Latarnia morska Orfordness – latarnia morska położona piaszczystym wybrzeżu, około 3 kilometrów na południowy wschód od Orford, Suffolk. Latarnia jest wpisana na listę English Heritage.
30 metrowa wieża została zbudowana w 1792 roku. Latarnię zautomatyzowano w 1965 roku. Stacja była monitorowana z Trinity House Operations & Planning Centre w Harwich.
W 2013 roku latarnia została wyłączona z użytku, a w tym czasie zwiększono moc sygnału świetlnego z latarni morskiej Southwold. Spowodowane to było niszczycielskim działaniem morza na brzeg, na którym zbudowane jest latarnia. Z powodu ochrony rezerwatu przyrody Orfordness-Havergate NNR zadecydowano, że latarnia nie zostanie rozebrana i przeniesiona w inną bezpieczną lokalizację i zostanie zniszczona przez erozję wybrzeża. 25 września 2013 roku administrowanie latarnią Trinity House przekazało Orfordness Lighthouse Company.